# Cliff Burton
Clifford Lee Burton (Castro Valley, 10 de febrero de 1962—Dörarp, 27 de septiembre de 1986) fue un músico estadounidense, conocido por haber sido el virtuoso bajista de la banda de heavy metal, Metallica, en sus primeros tres álbumes de estudio, hasta su fallecimiento a la edad de veinticuatro años.
En sus primeros proyectos musicales, tocó en bandas como EZ-Street y Agents of Misfortune, además de colaborar frecuentemente con el guitarrista Jim Martin. Burton fue descubierto por James Hetfield y Lars Ulrich, mientras tocaba el bajo para la banda Trauma  en un local de Los Ángeles. Hetfield y Ulrich le pidieron que formara parte de Metallica, en reemplazo del bajista Ron McGovney. Burton aceptó la propuesta, con la condición de que la banda se mudara a la ciudad de San Francisco. Después del lanzamiento de sus dos primeros álbumes Kill 'Em All (1983) y Ride the Lightning (1984), Burton y Metallica lograron su éxito mundial con Master of Puppets (1986), a menudo citado como el mejor trabajo de la banda y uno de los mejores álbumes de metal de todos los tiempos. Mientras estaba de gira con Metallica en 1986, Burton falleció tras un accidente de autobús en Suecia. Recibió créditos póstumos como compositor en el álbum ...And Justice for All (1988), por la canción «To Live Is to Die».
Fue incluido póstumamente en el Salón de la Fama del Rock and Roll con Metallica, el 4 de abril de 2009. Fue seleccionado como el noveno mejor bajista de todos los tiempos en una encuesta en línea de lectores organizada por la revista Rolling Stone en 2011.

## Primeros años
Burton nació el 10 de febrero de 1962, en San Francisco, California. Hijo de Raymond "Ray" (1925-2020) y Janette "Jan" Burton (1925-1993). Cliff tuvo dos hermanos mayores: David Scott (1958-1975) y Connie. Sus padres describían a Cliff en su infancia como un niño tranquilo, inteligente y normal a excepción de una cosa; «siempre fue él mismo y no hacía las cosas que hacían los demás si es que no quería».
Cuando tenía 6 años, empezó a tomar clases de piano. El 19 de mayo de 1975, su hermano murió de un aneurisma cerebral. Después del fallecimiento de su hermano cuando tenía trece años, decidió estudiar medicina y empezó a tocar el bajo, tomando clases de música. Él le dijo a algunas personas: «I'm gonna be the best bassist for my brother» («Yo voy a ser el mejor bajista por mi hermano»), mientras que sus padres no creían que lograra realmente ser un buen bajista, ya que veían lo mucho que le costaba al comienzo aprender, en este periodo empezó a tocar con bandas como AD 2 Million, Agents of Misfortune, (junto a Jim Martin, quien más adelante sería integrante de Faith No More), y EZ Street (junto a Martin y Mike Puffy Bordin, quien sería baterista de Faith No More y Ozzy Osbourne).
Después de seis meses de haber tomado clases, sus padres vieron un verdadero progreso en su trabajo y se sorprendieron, ya que nadie tenía algún talento musical en su familia. Cliff siguió tomando clases durante un año y superó totalmente a su profesor, por lo que siguió sus clases con otro profesor, con el que estuvo un par de años. Después, comenzó a tomar clases con el bajista de jazz Steve Doherty, entre septiembre de 1978 y enero de 1980; este le instruyó en variados estilos, desde el jazz hasta la música clásica, además de enseñarle a leer música.
Cliff se graduó en Castro Valley High School en 1980. Después de graduarse pasó a Trauma, un grupo de la Bay Area de San Francisco. Cliff fue el que más se destacó en el escenario por su presencia y su característico headbanging, envuelto en su cabellera roja, a diferencia de la glamurosa y teatral actitud que tenían sus compañeros de banda durante el espectáculo. En Trauma grabó algunas maquetas, una de ellas «Such A Shame», se pueden encontrar en la recopilación de Metal Blade Records, Metal Massacre 2.

## Metallica
En 1982, cuando Cliff Burton tocaba con Trauma en el Whisky A Go Go, dos miembros de Metallica, James Hetfield y Lars Ulrich, entraron al lugar y escucharon que se ejecutaba un solo. Al ver a Cliff se sorprendieron ya que el solo provenía de un bajo y no de una guitarra como creían, y además quedaron asombrados por la agresiva manera con que tocaba su instrumento. Debido a la salida de Ron McGovney de la banda, decidieron que Burton era el hombre que necesitaban para reemplazarlo. Sin embargo, este no aceptó tan fácilmente su propuesta (pese a que no le gustaba el camino comercial que estaba tomando Trauma), ya que no quería irse al sur de California, por lo que empezó una fase de llamadas telefónicas y ensayos. En algunos meses, Burton convenció a Metallica para que dejaran Los Ángeles, su base de operaciones, y se establecieran definitivamente en San Francisco. El debut de Cliff con Metallica fue el 5 de marzo de 1983 y su segundo concierto fue el 19 de marzo de 1983, donde realiza un solo que se encuentra en el DVD Cliff 'em All!. El 11 de abril de 1983, Dave Mustaine sería expulsado de la banda.

### Kill 'Em All(1983)
El primer álbum de estudio de Metallica, Kill 'Em All, se lanzó en julio de 1983, después de la incorporación de Cliff en el grupo, pero 9 de los 10 temas del álbum ya estaban hechos antes de la entrada de este en el grupo, por lo que su única creación en esas canciones son las pistas de bajo, sin embargo la única canción en la que se le da crédito como autor es «(Anesthesia) Pulling Teeth», un solo de bajo creado por Cliff, en el que se nota su distintiva manera de tocar, incorporando gran distorsión, el uso del pedal de wah-wah y el tapping.
En 1984, Cliff juntó a sus amigos Jim Martin (entonces guitarrista del grupo Faith No More) y Dave Didonato (quien después sería baterista de Ozzy Osbourne) forman el grupo The Agent of Misfortune, para entrar en la Batalla de las Bandas. Sus intenciones eran mostrar a un público en general, la experimental música que creaban en el rancho de Maxwell, absolutamente diferente a sus rivales, que se basaban en el glam rock. Aunque sus canciones duraban mucho tiempo, la banda solo tocó durante doce minutos, ya que era el tiempo límite. Al terminar la canción, el jurado y el público quedaron desconcertados con la extraña música y los solos a destiempo que ejecutaban Cliff y Jim. Finalmente The Agent of Misfortune, no se clasificó para la Batalla de las Bandas.

### Ride The Lightning(1984-1985)
En 1984, Metallica lanzó su segundo álbum de estudio, Ride the Lightning, este disco tiene una gran influencia de Cliff a través de todo el álbum. Burton destaca en «The Call of Ktulu» y «For Whom the Bell Tolls», aunque figura en los créditos de 6 de las 8 canciones del álbum.
Unos meses antes de lanzar su tercer álbum junto a Metallica, Cliff junto a James Hetfield forman la banda Spastik Children, donde James tocaba la batería, Burton el bajo eléctrico, en tanto que Fred Cotton cantaba y James flunkey McDaniel tocaba la guitarra eléctrica. Debutaron en el Club Ruthie's en San Francisco y volvieron a tocar otras dos veces en este club y tres veces en el club The Rock.

### Master Of Puppets(1986)
En 1986 se lanzó el tercer álbum de estudio de Metallica, Master of Puppets, con el que el grupo obtuvo un gran éxito, catalogándolo según la crítica como uno de los mejores discos de thrash metal. La más importante influencia de Cliff en el álbum es la séptima canción, el instrumental «Orion», canción compuesta casi enteramente por Cliff, donde ejecuta solos; sin embargo, la composición más destacada es la canción que le da el título al álbum, «Master of Puppets», que, como Cliff Burton declaró en una entrevista de 1986, era su canción favorita de Metallica hasta la fecha. Después del lanzamiento de este álbum, la banda hizo una gira por los Estados Unidos junto a Ozzy Osbourne.

## Fallecimiento

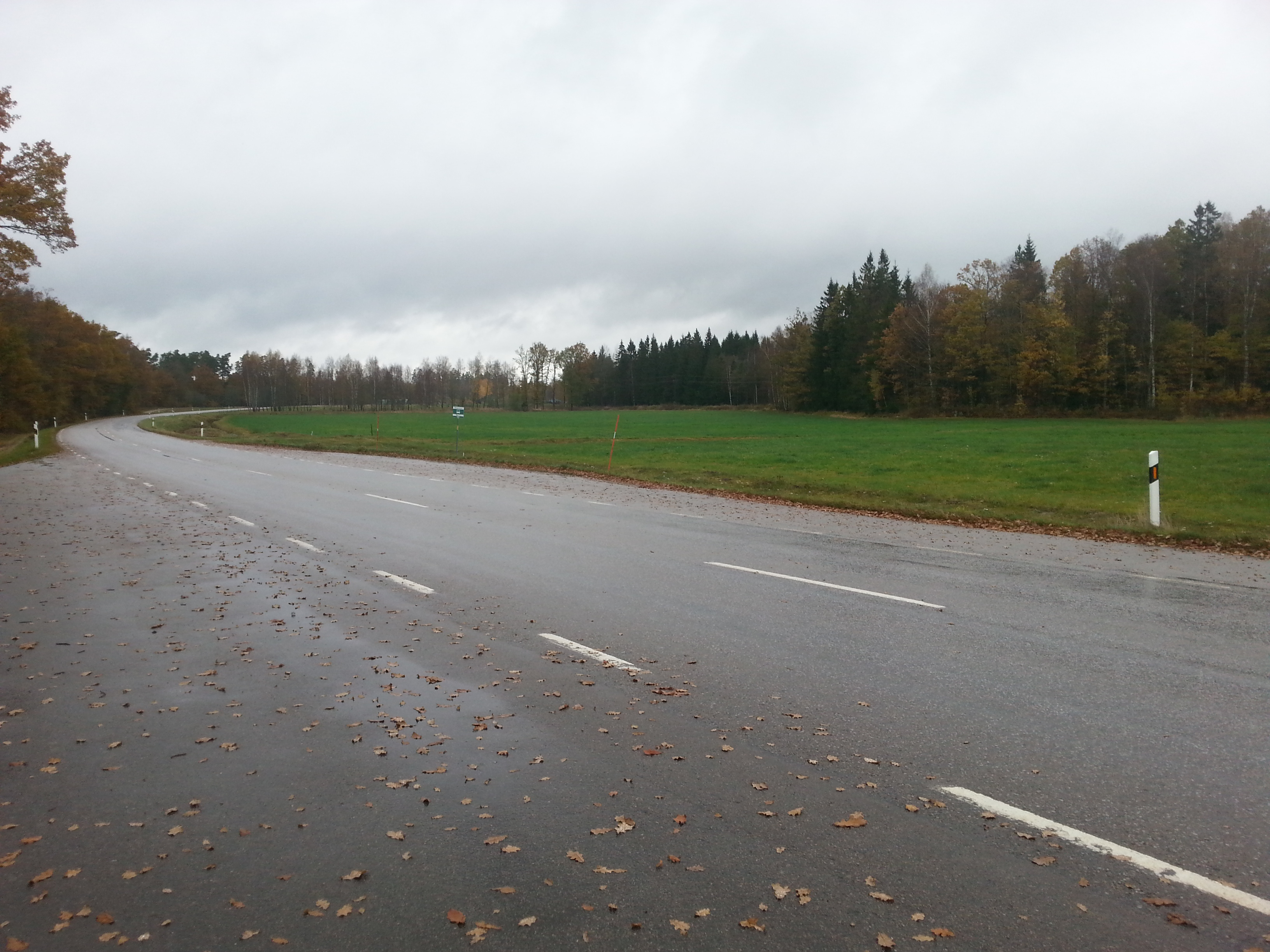
Sitio donde Cliff Burton perdió la vida.

El 26 de septiembre, Metallica tocaba en Estocolmo (Suecia). Fue una gran noche, sobre todo para la banda, era la primera vez que Hetfield volvía a tocar la guitarra en dos meses, ya que se había fracturado el brazo en la mitad de la gira. Esa noche Cliff tocó un gran solo de bajo, en una versión muy melódica de «Star Spangled Banner», El Himno Nacional de los Estados Unidos. La última canción que Cliff tocó con Metallica fue una versión de la canción Blitzkrieg, original de la banda del mismo nombre. Sin embargo, las luces volvieron a encenderse mientras se escuchaba el comienzo de «Fight Fire with Fire» apareciendo nuevamente los integrantes para completar dicha canción. Terminada la canción, James Hetfield se dirigió al público diciéndole "Muchas gracias, Estocolmo (...) esperamos regresar muy pronto". Después del concierto, los miembros de Metallica tomaron el autobús para dirigirse de Estocolmo a Copenhague (Dinamarca), para su próximo concierto, que se programó para el 27 de septiembre de 1986. A principios de esa misma noche, la banda eligió cartas al azar para asignarse los puestos en que dormirían, ya que Cliff quería dormir en la cama de Kirk Hammett. Confirmado por la misma Banda, Cliff Burton sacó el as de picas eligiendo el lugar donde estaba Hammett para dormir.
Alrededor de las 6:15 de la mañana, el conductor perdió el control del autobús y trató de enderezar el volante para volver a la carretera. El autobús empezó a patinar fuera de control y rodó varias veces antes de llegar a su fin. Burton salió despedido del vehículo y este le cayó encima. La banda salió del autobús y encontraron a Cliff aplastado por el vehículo de cintura hacia arriba. Según Mick Hughes, ingeniero de sonido de Metallica, nadie estaba seguro de si Burton estaba muerto en ese punto, pues el autobús había sido levantado ya, pero posteriormente volvió a caer sobre el cuerpo del bajista.
Finalmente el autobús es levantado y es sacado el cuerpo de Cliff Burton, confirmando su muerte.
Según el conductor, el vehículo derrapó debido a las placas de hielo que había en la carretera, lo que ocasionó el vuelco; Hetfield, furioso por lo sucedido, lo insultó e intentó golpearlo junto con Hammett (quien hubiese muerto esa noche si hubiera ganado la apuesta), siendo detenido por sus compañeros. Posteriormente recorrió una distancia considerable de la carretera, buscando las mencionadas placas de hielo que el conductor había mencionado... no obstante, nunca las encontró. Más tarde ese mismo día, Hammett vio a Hetfield, ebrio, gritando en la calle "Cliff, Cliff, ¿dónde estás?"
El informe del accidente declara como causa de fallecimiento una compresión torácica con una contusión pulmonar, atestiguado por el doctor Anders Ottoson, médico certificado. El informe policial señaló que la temperatura del aire en el lugar fue de 3,7 °C, sin embargo, no se hace mención sobre alguna placa de hielo de la carretera. Las pesquisas determinaron que el conductor, contra las especulaciones, no iba ebrio ni dormido. Después de diez años se supo que en realidad fue una fatalidad lo ocurrido.

### ...And Justice For All(1988)
Cliff fue entrevistado el 26 de septiembre de 1986 por el nuevo disco y respondió diciendo que la banda estaba enfocada en el presente y no en el futuro. Tras la muerte de Cliff, Metallica culminó una canción que Burton había empezado en 1986; la canción se trata de «To Live Is to Die» y es la única composición que Burton aportó en ...And Justice For All.

## Legado

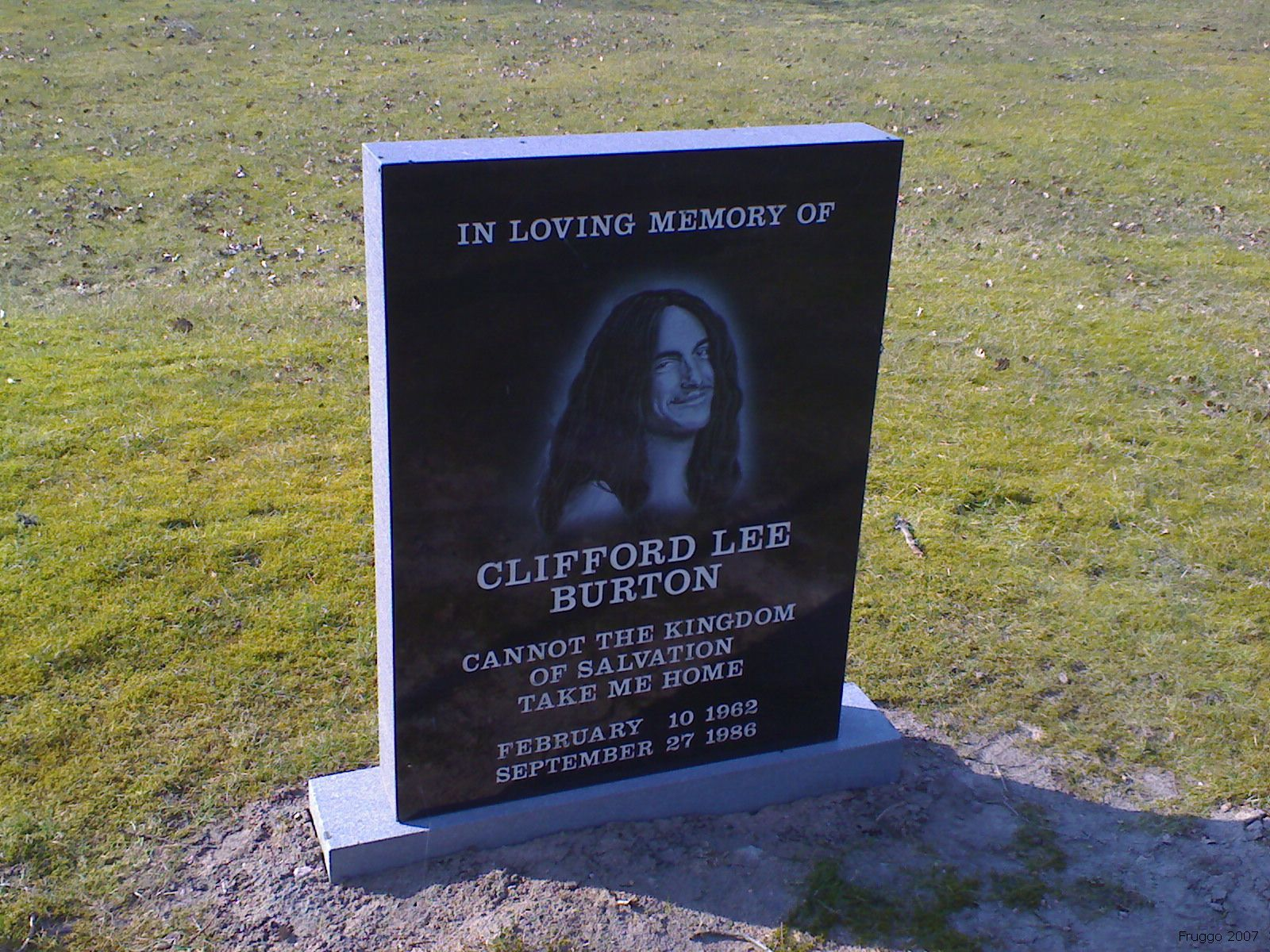
Monumento en conmemoración a los veinte años de su muerte, cerca del lugar en el que se produjo el fallecimiento.

Su cuerpo fue trasladado a los Estados Unidos y el funeral se realizó el 7 de octubre de 1986, en Chapel Of The Valley en la localidad de Castro Valley, California. Fue incinerado, y sus cenizas fueron esparcidas en el rancho Maxwell, un lugar donde había pasado mucho tiempo con sus amigos Jim Martin y Dave DiDonato. Uno de los asistentes fue su amigo, Dave Mustaine.[cita requerida] En la ceremonia final, un grupo de amigos cercanos y la familia formaron un círculo alrededor de sus cenizas, y uno por uno, cada persona que caminó hacia el centro del círculo, tomó un puñado de la urna cineraria, dijo algo acerca de Cliff y luego arrojaba sus cenizas en la tierra. Al terminar, se escuchó la canción Orion.
Su muerte provocó la suspensión de la gira de la banda, y la retirada de los tres miembros restantes para pensar al respecto de su futuro. Finalmente, y después de consultar a los familiares del fallecido bajista, decidieron continuar con la carrera musical de la banda, y reclutaron al bajista Jason Newsted del grupo Flotsam and Jetsam, en lugar del fallecido Cliff, puesto para el cual también optó Les Claypool entre más de cuarenta músicos. Seis semanas después, la banda volvió a los conciertos debutando con su nuevo bajista.
Después de su muerte, en 1988 Metallica lanzó el VHS/DVD Cliff 'Em All!, que muestra grabaciones recopiladas de conciertos de Cliff, a lo largo de su trayectoria junto al grupo, y también sacó a la venta el cuarto álbum de estudio, ...And Justice for All, en el que se encuentra la canción «To Live Is to Die», que contiene un poema escrito por Cliff, riffs y composiciones no terminadas que este, había creado antes de salir de gira.
Cuando Dave Mustaine, guitarrista, vocalista y líder de Megadeth, que había sido integrante de Metallica entre 1982 y 1983, supo de su muerte, compuso la música de la canción «In My Darkest Hour», la que se encuentra en su álbum So Far, So Good... So What!, para Cliff.
Cuando la noticia se difundió, el gremio musical le mostró su apoyo a la banda. Los miembros del grupo Anthrax le dedicaron su álbum Among the Living y también unas palabras para Cliff: «Los pantalones de campana reinan, ríete de ello, te echamos de menos», en clara alusión a los jeans hippies que solía usar Burton. Mientras que la discográfica europea Music for the Nations, publicó en una revista una simple lectura: «Cliff Burton 1962 – 1986», Jon Zazula, productor del primer álbum de Metallica, Kill 'em All, pagó para que en la revista europea Kerrang! apareciera a 2 páginas la frase: «Entrañable músico, entrañable 'headbanging', entrañable pérdida, un amigo para siempre», sobre un fondo negro.
A pesar de que solamente estuvo en el grupo tres años y medio (Jason Newsted pasó quince), como se puede ver en los vídeos de Some Kind of Monster (2004), Metallica aún sigue teniendo a Burton presente.
Catorce horas antes del accidente, Cliff había dado una entrevista a una revista sueca llamada Sweden Rock Magazine. Sus últimas palabras a los medios fueron: «...Uno de mis sueños es tener mi casa. Ahora vivo con mis padres, pero como estoy de gira, puedo decir que no tengo. Tal vez un día, si consigo el dinero me compraré una...» Cliff habló de la gira y predijo que se estaba gestando una nueva escena de thrash metal y que tal vez experimentarían con hacer más suave su propuesta y conseguir a un productor discográfico importante para hacer más rápido el trabajo en estudio. También habló del éxito de Master of Puppets, del estado financiero de la banda e irónicamente del autobús que lo llevaría a la muerte.

## Música
Cliff era el único miembro de Metallica que podía crear una melodía en su cabeza y escribirla sin haberla tocado antes, y el único con nociones profundas de teoría musical, por lo que fue enseñando a James poco a poco cosas sobre la música y sus poemas ya que eran muy amigos.
En el bajo Burton aplicaba distorsión para reforzar la presencia del instrumento y tocaba solos, técnicas que destacaban su estilo muy por encima de los bajistas de thrash metal, donde por lo general el bajo queda sepultado bajo la distorsión de las guitarras.
Cliff cita como sus principales influencias en el rock, a los bajistas Roger Glover, Martin Turner, Ed Gagliardi, John Deacon, Geezer Butler, Geddy Lee y Lemmy Kilmister, los guitarristas Jimi Hendrix, Uli Jon Roth y Tony Iommi; los grupos Thin Lizzy, Gary Moore, Black Sabbath, The Misfits y Rainbow, y en la música clásica a Johann Sebastian Bach. También ha sido influencia de muchos bajistas como los propios Jason Newsted y Robert Trujillo, John Myung de Dream Theater, Paolo Gregoletto de Trivium, Alex Webster de Cannibal Corpse, Frank Bello de Anthrax, Tomasz Rejek de Vader, Christian Giesler de Kreator, Lauri Porra de Stratovarius, entre otros.
Además de su música Burton también fue muy importante en las letras de Metallica. Les contagió su pasión por la literatura de terror, en particular de Howard Phillip Lovecraft, que sirvió de inspiración para temas como The Call of Ktulu y The Thing That Should Not Be.

## Equipamiento

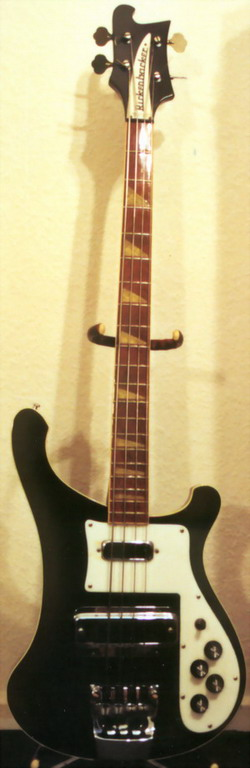
Modelo de un Bajo Rickenbacker 4001.

### Bajos
- Rickenbacker 4001[34] (Había modificado las pastillas originales del bajo por una Gibson Hudbucker en el mástil y una DiMarzio J-style cerca del puente)

- Alembic Spoiler[34] (Entre el álbum Kill ‘Em All y Ride The Lightning, Burton utilizó un  Alambic Spoiler II de principios de los 80 para varios conciertos, equipado con dos pastillas AXY4)

- Aria Pro II SB-1000[34] (Alrededor de 1985, Burton recibió el endorser de los fabricantes japoneses Aria, tocando temporalmente un Aria Pro SB1000 antes de recibir su marca signature Aria Black n’ Gold)
- Fender Precision Bass

### Amplificadores
- Mesa Boogie 4"x12" cabinets.[34]
- Mesa Boogie Custom-built 1"x15" cabinets.[34]
- Mesa Boogie Mesa 180 head.
- Ampeg SVT-1540HE Classis Series Enclosure.[34]
- Randall bass amp con 2x15 cabinet en sus comienzos.

### Efectos
- Tel Ray Morley Power Wah Fuzz
- Electro Harmonix Bass Big Muff (Usado para la grabación de (Anesthesia)-Pulling Teeth y solos en vivo)

- Ibanez TS9, CS2, Morley Power Wah Boost Tel Ray. (Usado para su tono en los 2 últimos álbumes con el)

- Boss Compressor CS2, Morley Power Wah Boost. (Usado en sus últimos días de vida)

## Discografía

### Metallica
- Kill 'Em All (1983)
- Ride the Lightning (1984)
- Master of Puppets (1986)
- ...And Justice for All (1988) (créditos póstumos por la composición de «To Live Is to Die»)